# 雷维利亚德尔坎波
雷维利亚德尔坎波，是西班牙卡斯蒂利亚-莱昂布尔戈斯省的一个市镇。总面积39平方公里，总人口107人（2001年），人口密度3人/平方公里。